# ブラック&ホワイト050505
『ブラック&ホワイト050505』(Black & White 050505)は、イギリスのロックバンド、シンプル・マインズの14枚目のアルバム。2005年9月12日にリリース。全英37位。

## 概要
前作『クライ』リリース後のツアーにおいて、バンドは再びドラマーのメル・ゲイナーをバンドに呼び戻し、ゲイナーは本作のレコーディングにも参加した。1999年から参加したバンドのベーシストでツアーメンバーであるエディ・ダフィーも本作のレコーディングに参加した。アルバムは2005年9月にリリースされ、全英37位を記録。

## 収録曲
1. "Stay Visible" - 5:19
2. "Home" - 4:23
3. "Stranger" - 4:07
4. "Different World [taormina.me]" - 4:37
5. "Underneath the Ice" - 4:45
6. "The Jeweller Part 2" - 4:18
7. "A Life Shot in Black and White" - 3:35
8. "Kiss the Ground" - 4:06
9. "Dolphins" - 5:57
10. "Too Much Television" - 4:19 ※日本盤ボーナス・トラック

## 参加ミュージシャン
- ジム・カー - ボーカル
- チャーリー・バーチル - ギター、キーボード
- メル・ゲイナー - ドラムス、パーカッション
- エディ・ダフィー - ベースギター

### その他ミュージシャン
- アンディ・ギレスピー - キーボード
- ジェズ・コード - ギター、キーボード